# Raión de Ivnia
El raión de Ivnia (ruso: И́внянский райо́н) es un distrito administrativo y municipal (raión) ruso perteneciente a la óblast de Bélgorod. Se ubica en el noroeste de la óblast. Su capital es Ivnia.
En 2021, el raión tenía una población de 21 650 habitantes.
El raión es limítrofe al norte con la óblast de Kursk.

## Subdivisiones
Comprende cuarenta localidades, agrupadas en quince ayuntamientos, que son el asentamiento de tipo urbano de Ivnia (la capital) y los siguientes catorce asentamientos rurales:
- Bogátoye
- Verjopenye
- Vladímirovka
- Voznesénovka
- Dragunka
- Kochetovka
- Kurásovka
- Nóvenkoye
- Pokrovka
- Safonovka
- Sujosolotino
- Syrtsevo
- Jomuttsy
- Cherenovo